# Christian Lyra
Christian Lyra (* 1966 in Birkenfeld) ist ein deutscher Drehbuchautor und Filmproduzent.
Christian Lyra war zunächst als freischaffender Journalist tätig. Nach dieser Zeit wurde er als Drehbuchautor tätig. Für die Serie Add a Friend wurde er zusammen mit dem Autor Sebastian Wehlings 2013 mit dem Grimme-Preis und dem Bayerischen Fernsehpreis geehrt. Bei den Filmen Jasmin und Staudamm fungierte er zusätzlich als Produzent.

## Filmografie (Auswahl)
- 1999: Die Häupter meiner Lieben
- 2008: In jeder Sekunde
- 2011: Jasmin
- 2012–2014: Add a Friend (Fernsehserie, 30 Folgen)
- 2013: Staudamm
- 2014: Vaterfreuden
- 2020: Lindenberg! Mach dein Ding
- 2023: Hotel Barcelona